# Boston (Nowy Jork)
Boston – miasto w Stanach Zjednoczonych, w stanie Nowy Jork, w hrabstwie Erie.